# Genio (mitología romana)

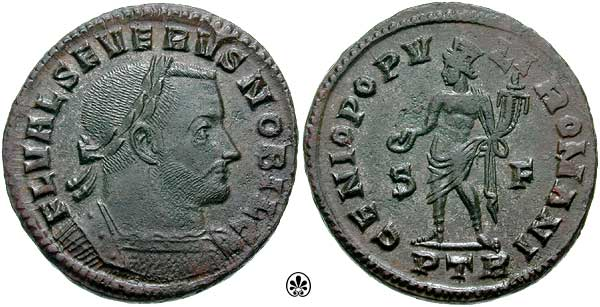
El genio del pueblo romano en una moneda de Flavio Valerio Severo.

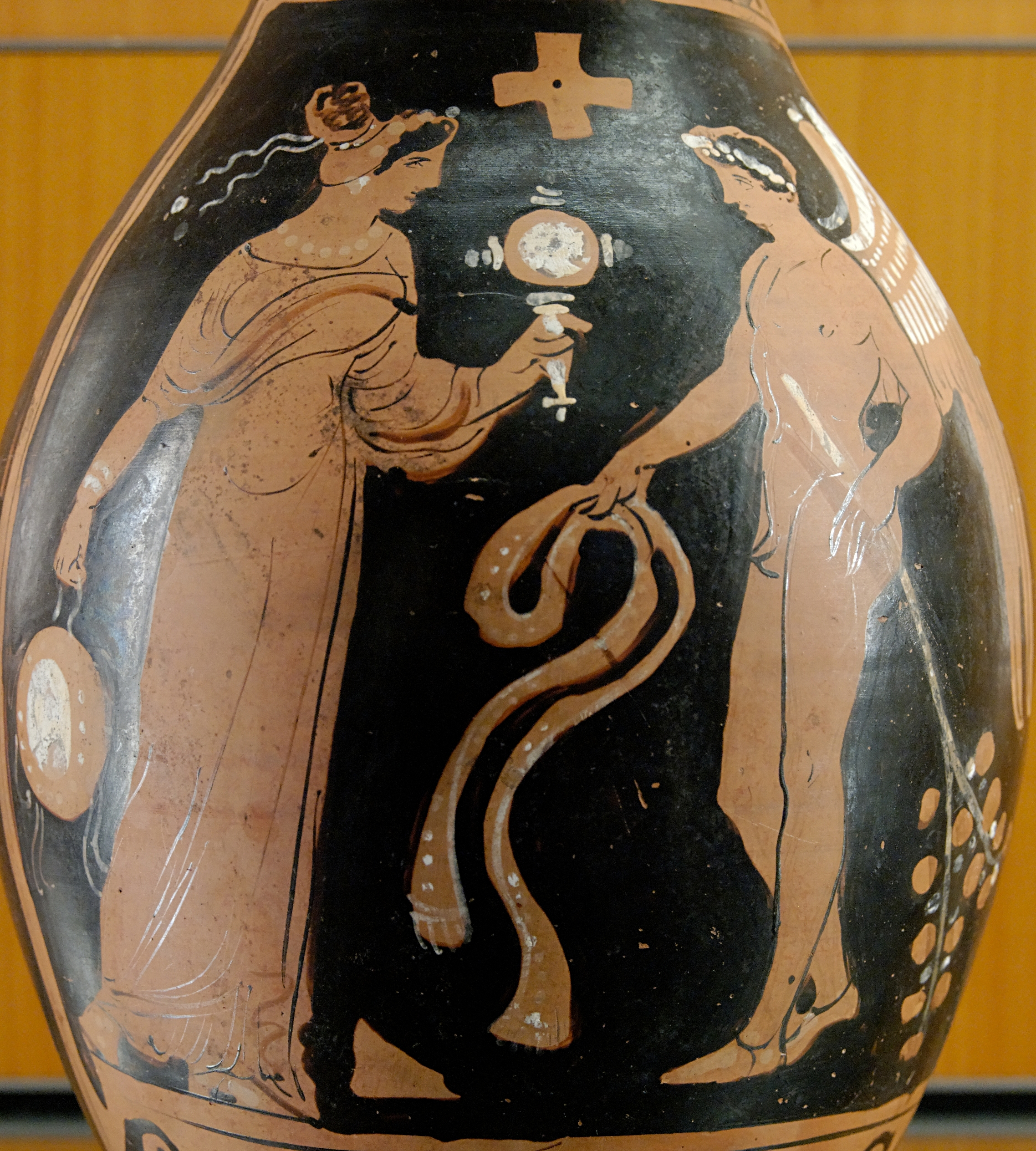
Genio alado ante una mujer que sostiene una pandereta y un espejo. Sur de Italia, c. 320 a. C.

En la mitología romana, los genios (en latín genius, plural genii, relacionado con gen-itus, γί-γν-ομαι, ‘generador’ o ‘padre’) eran espíritus protectores, análogos a los ángeles guardianes invocados por la Iglesia de Roma. La creencia en estos espíritus se dio tanto en Roma como en Grecia, donde fueron llamados δαίμονες, agatodémones, y parece que se creyó en ellos desde los tiempos más antiguos. Sin embargo, los romanos parecen haber recibido esta influencia acerca de los genios de parte de los etruscos.
Se dice que el Genio había nacido de Júpiter y la Tierra.

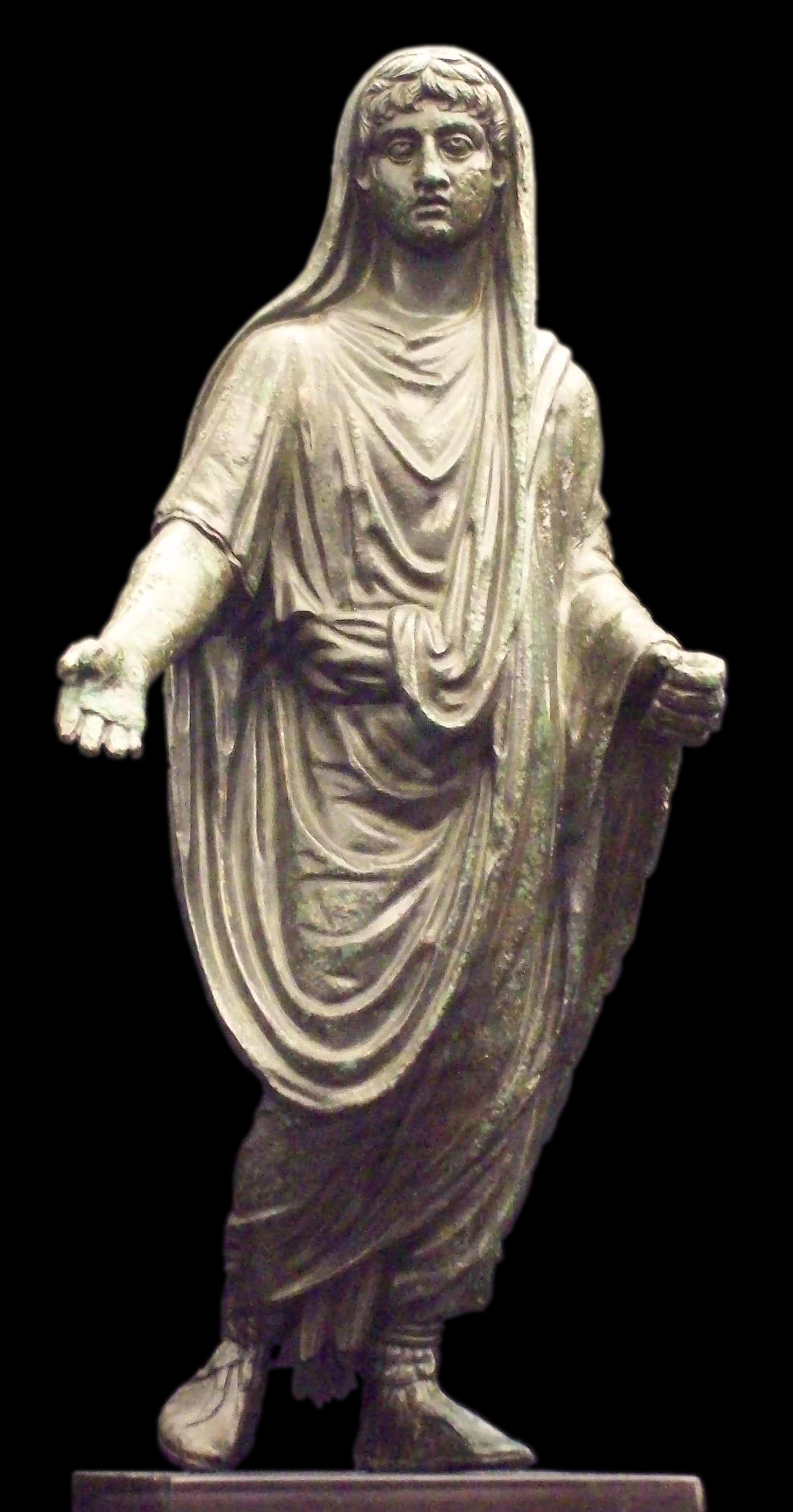
Genio de bronce representado como un pater familias, Siglo I d.C. hallado en El Pino (La Coruña, España). M.A.N.(Madrid)

## Características
Los genios romanos son confundidos frecuentemente con los Manes, Lares y Penates, teniendo de hecho una característica común, la de proteger a los mortales, pero también parece ser ésta su diferencia principal, ya que los genios son los poderes que producen la vida (dii genitales), un principio de fecundidad y acompañan al hombre en ella como su segundo o propio espíritu, mientras los otros poderes no comienzan a ejercer su influencia hasta que la vida, el trabajo de los genios, ha empezado.
Cada humano obtenía (sortitur) un genio en su nacimiento. Horacio describe este genio como vultu mutabilis, de donde puede inferirse que o bien concebía el genio como amistoso hacia una persona y hostil hacia otra, o bien que se manifestaba a la misma persona de formas diferentes en momentos diferentes, es decir, a veces como un genio malo y a veces como uno bueno. Esta última suposición se ve confirmada por la afirmación de Servio acerca de que en nuestro nacimiento obtenemos dos genios, uno que nos lleva al bien y otro al mal, y que en nuestra muerte por su influencia ascendemos a un estado de existencia más elevado o bien somos condenados a uno inferior. El espíritu que se aparecía a Casio, diciendo «Nos volveremos a encontrar en Filipos» es calificado expresamente de espíritu malvado, κακοδαίμως.

## Genios específicos
Los genios no sólo estaban conectados al hombre, sino a cualquier ser vivo y lugar. Por tanto, cada genio estaba asignado a hogares, tribus, familias, personas o lugares individuales, como viviendas, puertas, calles o barrios La jerarquía suprema de los dioses romanos, como la de los griegos, fue modelada como si fuese una familia humana, que contaba con un padre, Júpiter ("dios padre"), que en una sociedad patriarcal también era la suprema divinidad y una madre, Juno, la reina de los dioses. Estas unidades supremas se subdividieron en genios (genii) para cada familia, por lo que el genio de cada mujer, representando el poder doméstico femenino de reproducción doméstica, era un juno. La función masculina, por tanto, era un júpiter. Todos estos espíritus serían como emanaciones de las grandes divinidades. Los junos era adorados bajo muchos títulos: Iugalis (que protegía el matrimonio), Matronalis (a las mujeres casadas), Pronuba (a las novias) o Virginalis (a la virginidad).
Como espíritus protectores, se propiciaban también para proteger a los niños, tanto en su nacimiento como en su crianza. Así Cuba ("acostarse a dormir"), Cunina ("de la cuna") y Rumina ("de la lactancia materna"). En cualquier caso, si los genios no realizaban adecuadamente su función, el niño estaría en peligro.

## Iconografía

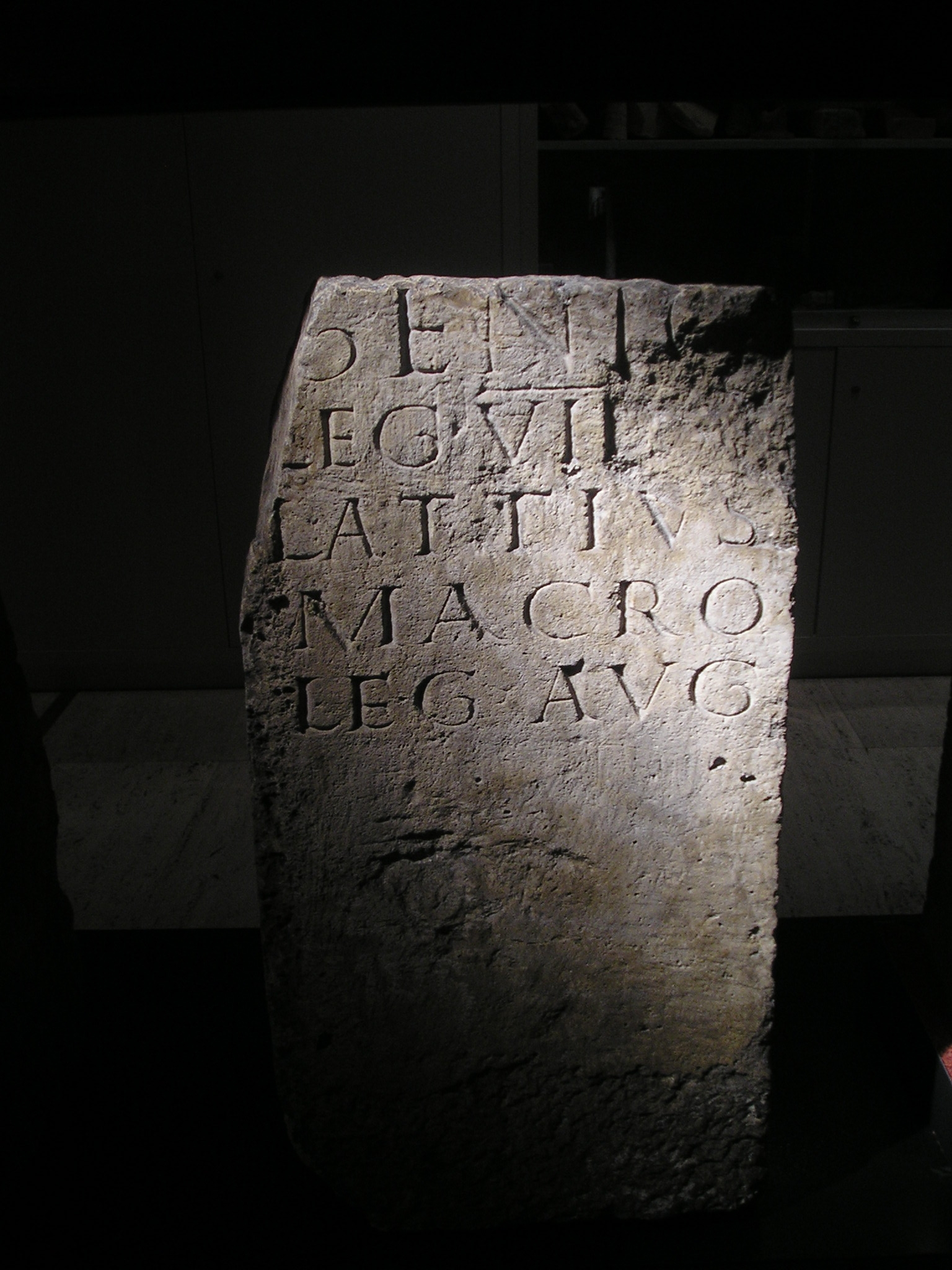
Inscripción dedicada al Genio de la Legio VII Gemina por su legado Lucio Atio Macrón.

Se han descubierto en Pompeya cientos de lararia o santuarios familiares, situados generalmente en el atrio, cocina o jardín, donde el humo de las ofrendas podía alcanzar directamente el cielo. Un lararium era distinto al penus ("dentro"), otro santuario donde se situaban los penates, divinidades asociadas a las despensas. Cada lararium disponía de un panel al fresco con el mismo tema: principalmente, una figura en cada extremo (Lares) asisten a una figura central (el genio de la familia), o dos figuras (genio y juno), que pueden o no, estar en un altar. En primer plano,  una o dos serpientes arrastrándose hacia el genio por una pradera. Servio Honorato escribe que los genios locales, cuando se hacían visibles, aparecían con la forma de una serpiente, es decir, el símbolo de la renovación o la nueva vida. Todavía en  Campania y Calabria se conserva la antigua creencia de que mantener una serpiente en casa es propiciatorio, pues está vinculado con el genio. En otro fresco hallado en la Casa del Centenario, la serpiente en la pradera, aparece bajo la representación del Monte Vesubio con la inscripción Agathodaimon, "el buen demon", en donde demon debe considerarse como el equivalente griego del genio romano.
Cada hombre de Roma tenía su propio genio, a quien adoraba como sanctus et sanctissimus deus, especialmente el día de su cumpleaños, con libaciones de vino, incienso y guirnaldas de flores. El lecho nupcial era consagrado al genio, a causa de su relación con la engendración, y la propia cama era llamada lectus genialis. También se le ofrecían sacrificios en otras ocasiones alegres, y no era raro llamar a la satisfacción de las diversiones genio indulgere, genium curare o placare.
Los genios también solían ser representados como seres alados, y en los monumentos romanos comúnmente aparecen como jóvenes vestidos con toga, con una pátera o cornucopia en las manos y la cabeza cubierta, tomando los genios locales la forma de una serpiente comiendo una fruta situada ante ella.
El conjunto total del pueblo romano tenía también su propio genio, que a menudo aparecía representado en monedas de Adriano y Trajano. Se lo adoraba en ocasiones tristes y alegres, así, por ejemplo, se le ofrecieron sacrificios (majores hostiae caesae quinque) al principio del segundo año de la guerra de Aníbal.